# Jesús Marcelo de los Santos Fraga
Jesús Marcelo de los Santos Fraga (San Luis Potosí, San Luis Potosí; 15 de diciembre de 1940) es un político mexicano, miembro del Partido Acción Nacional. Fue del  2003 al 2009, Gobernador Constitucional de San Luis Potosí.
Marcelo de los Santos es Contador Público egresado de la Universidad Autónoma de San Luis Potosí. Durante la mayor parte de su vida se dedicó al ejercicio independiente de su profesión en diversos organismos y despachos. También fue jugador profesional de fútbol y catedrático en la UASLP.
En 1996 se integró al PAN y en 1997 fue postulado candidato a Gobernador de San Luis Potosí, quedando a dos puntos porcentuales de obtener el triunfo. En 2000 fue elegido Presidente Municipal de la Ciudad de  San Luis Potosí y en 2003 nuevamente candidato a Gobernador, obteniendo el triunfo.
Durante su mandato como Gobernador de San Luis Potosí impulsó el crecimiento económico e industrial del Estado. Esto se puede ver con la planta de General Motors en San Luis Potosí y varias empresas que decidieron instalarse en el Estado. Impulsó el turismo y esto es puede ver notablemente con la llegada de nuevos hoteles como el Hotel Camino Real entre otros hoteles de la Zona Industrial. También construyó el Centro de Convenciones que es uno de los más amplios y modernos de México, el Centro de las Artes en la antigua Penitenciaria del Estado, El Museo Laberinto de las Ciencias y las Artes, un museo interactivo orientado a niños y jóvenes. De los Santos construyó  El Hospital del Niño y la Mujer y el de Soledad, entre otros fortaleció el sistema carretero que incluyó la construcción de varios puentes de todo el Estado.  Faltando pocos días para el fin de su gubernatura pidió un préstamo por mil 500 millones de pesos al Banco del Bajío, obligado por la reducción de recursos que le hiciera al Estado el Gobierno Federal por esta cantidad, debido a la crisis  económica global 2008-2009. 
El 10 de octubre de 2013, la Contraloría General del Estado de San Luis Potosí le impuso una multa por 7,791.3 millones de pesos y se le inhabilitó por los siguientes 20 años, periodo durante el que no podría ocupar ningún cargo público por aplicar a gasto corriente una parte del crédito, lo cual era permitido por el Art. 8 de Ley de Deuda Pública del Estado, en tiempos de crisis financiera, tal como lo era en ese momento, razón por la cual fue exonerado de la sanción económica y de la inhabilitación.